# Рааб, Юлиус
Юлиус Ра́аб (нем. Julius Raab; 29 ноября 1891, Санкт-Пёльтен, Нижняя Австрия — 8 января 1964, Вена) — канцлер Австрийской Республики в 1953—1961 годах; известен как «канцлер государственного договора».

## Юность
Юлиус с двумя братьями (один из которых — Генрих Рааб, будущий бургомистр Санкт-Пёльтена) вырос в семье архитектора; его дядя — Иоганн Вольмайер, депутат парламента Нижней Австрии, депутат рейхсрата. 
В 1897—1911 годах учился в школе и гимназии; сдав экзамен на аттестат зрелости, продолжил обучение в Венском техническом университете по специальности «гражданское строительство». Был членом католического академического союза «Норика» в Вене, затем членом католического студенческого союза «Академический союз Австрия» в Инсбруке.

## Первая мировая война
В августе 1914 года призван на военную службу. 
В марте 1915 года награждён серебряной медалью «За отвагу» первого класса. В 1918 году, будучи обер-лейтенантом резерва 2-го кремсского сапёрного батальона, узнал ошибочный срок перемирия и увёл своё подразделение с передовой в Вену. То, что его солдаты добровольно пошли за ним вопреки команде присоединиться к итальянцам, показывает его способность руководить людьми.

## Период между войнами
13 мая 1919 года вместе со своим братом Генрихом и братьями Карлом, Альфредом и Юлиусом Шмидами основал союз средних школ Nibelungia в Санкт-Пёльтене.
В 1919—1922 годах продолжил обучение в Венском техническом университете, затем работал в строительной фирме отца в Санкт-Пёльтене. Стал работать в Христианско-социальной партии Австрии с целью объединения предпринимателей. С 18 мая 1927 до 2 мая 1934 года — депутат Национального совета Австрии (3-го и 4-го созывов; фракция Христианско-социальной партии).
Игнацем Зейпелем был направлен в «Союз защиты родины» (отряды самообороны), чтобы «привязать» его к партии, и 18 мая 1930 года как руководитель «Союза защиты родины» Нижней Австрии поддержал Корнойбургскую программу, в которой отвергались «западный демократический парламентаризм» и партийное государство; демократами программа была воспринята как сигнал к австрофашизму. В конце 1930 года вышел из «Союза защиты родины», когда он стал конкурировать на выборах с Христианско-социальной партией.
В 1934 году был назначен президентом Австрийского союза бизнеса; в 1938 году избран президентом торговой палаты Нижней Австрии. С 16 февраля по 11 марта 1938 года был министром торговли в последнем кабинете К. Шушнига.

## Вторая мировая война
После аншлюса считался «недостойным защищать», ему было запрещено трудоустройство и пребывание в Санкт-Пёльтене и Нижней Австрии (называвшейся тогда «Reichsgau Niederdonau»). От концлагеря и репрессий он был защищён гауляйтером Niederdonau доктором Хуго Юри, который был семейным врачом Раабов в Санкт-Пёльтене.
Ю. Рааб основал в Вене строительную фирму, в которой работали многочисленные друзья — освободившиеся из заключения или не желавшие «быть на виду». Здесь же находил временное убежище и Леопольд Фигль.

## Политическая карьера после войны
17 апреля 1945 года в Шотландском монастыре Вены совместно с Леопольдом Куншаком, Гансом Пернтером, Луи Вайнбергером, Леопольдом Фиглем и Феликсом Гурдесом основал Австрийскую народную партию.
С 19 декабря 1945 года и до конца жизни был депутатом Национального совета Австрии (с 5-го по 10-й созывы; фракция Австрийской народной партии).
Ю. Рааб был учредителем федеральной Экономической палаты Австрии, и в 1946—1953 — её президентом (затем повторно в 1961—1964). Его первое назначение на должность было отвергнуто австрийским правительством в 1945 году; основанием для отказа послужило подозрение в деятельности в качестве основного лидера в «Союзе защиты родины», истолкованной как «фашистское прошлое».
2 апреля 1953 года был избран на пост главы правительства и четыре срока, до 11 апреля 1961 года, оставался в должности Федерального канцлера и, одновременно, председателем Австрийской народной партии.
На время его пребывания на посту канцлера приходится экономический подъём Австрии, который связывают также с именем министра финансов Райнхарда Камица («курс Рааба-Камица»: либерализация, строгая валютная политика, сокращение налогообложения), приведший к стабилизации валюты и длительному снижению безработицы. В 1955 году Австрия присоединилась к Европейской ассоциации свободной торговли. Ю. Рааб возглавлял коалиционные правительства с Социал-демократической партией Австрии, такая «Большая коалиция» оставалась стандартной формой правления до 1966 года.
В апреле 1955 года на переговорах в Москве он возглавлял австрийскую делегацию, в которую входили также вице-канцлер Адольф Шэрф, министр иностранных дел Леопольд Фигль и государственный секретарь Бруно Крайский. Ю. Рааб остался в памяти, прежде всего, как глава федерального правительства, добившегося в 1955 году подписания государственного договора, завершившего оккупацию Австрии войсками союзников и вернувшего стране полный суверенитет.
В 1957 году перенёс лёгкий апоплексический удар, от которого полностью не поправился.
Предпочитал курить вирджинскую сигару в кафе неподалёку от канцелярии, и карикатуристы австрийских газет нередко изображали его с сигарой. В 1961 году он оставил должность, так как больше не казался партии достаточно динамичным.

## Награды
- Серебряная медаль «За отвагу» первого класса (1915)
- Почётное кольцо земли Штирия

## Память
В 1951 году в связи с 60-летием Юлиуса Рааба Австрийский экономический союз, входящий в Австрийскую народную партию, учредил свою высшую награду — медаль Юлиуса Рааба. В 1963 году был кандидатом в президенты.
30 июня 1971 года в связи с 80-летием Юлиуса Рааба была выпущена памятная монета в 50 шиллингов.
Именем Ю. Рааба названы:
- улица в Санкт-Пёльтене — Julius-Raab-Promenade (с 1964)[5]
- улица в Айзенштадте — Ingenieur-Julius-Raab-Straße; 7000 Eisenstadt
- улица в Бад-Фишау-Брун — Ing. Julius Raab-Straße
- улица в Линце — Julius-Raab-Straße
- улица в Маттерсбурге — Ingenieur-Julius-Raab-Straße; 7210 Mattersburg
- площадь в Вене — Julius-Raab-Platz
- площадь в Зальцбурге — Julius-Raab-Platz
- площадь в Филлахе — Ing. Julius-Raab-Platz
- переулок в Визене — Ingenieur-Julius-Raab-Gasse; 7203 Wiesen
- переулок в Энцерсдорф-ан-дер-Фиша — Julius-Raab-Gasse
- высшая школа в Вайтре (Karl-Egon-Straße 200; A-3970 Weitra)[8].